# Robin Tunney
Robin Tunney (Chicago, Illinois, 1972. június 19. –) amerikai színésznő.

## Élete és pályafutása
Tunney Chicagóban született és nevelkedett. Apja autókereskedő, anyja csapos. Apja Írországból emigrált, anyja első generációs ír-amerikai. 1990-ben végzett a Carl Sandburg Középiskolában, majd a Chicagói Művészeti Akadémián színészetet tanult. Vallása római katolikus.
Tizennyolc évesen Los Angelesbe költözött, ahol az 1990-es évek első felében jellemzően tévésorozatokban játszott. Első jelentősebb sikerét A zenebirodalom visszavág című film öngyilkos hajlamú tinédzsereként érte el 1995-ben. A szerep kedvéért kopaszra vágatta haját. Következő szerepét az 1996-os Bűvöletben kapta, melyben ifjú boszorkányt alakított Fairuza Balk, Rachel True és Neve Campbell mellett.
1997-ben Tunney főszerepet játszott Bob Gosse Niagara, Niagara című filmjében. Játékáért az 1997-es Velencei Nemzetközi Filmfesztiválon elnyerte a legjobb színésznő díját. 1999-ben Arnold Schwarzeneggerrel közösen szerepelt az Ítéletnap című misztikus thrillerben.
2000-ben a #59 lett a Maxim magazin a világ 100 legszexisebb nője listán. Egy évvel később a Maxim 2001-es "100 legdögösebb nője" szavazásán a 81. helyre sorolták. 2004-ben részt vett a Magyarországon is sikerrel vetített Doktor House című sorozat próbaepizódjában, mint vendégszínész és House első betege.
2006. június 28-án Tunney a Bravo Celeb Póker sorozatának nyolcadik évadjában az ötödik asztalon nyert, összességében pedig második helyezést ért el. Robin ezt követően a Gyermekek Egészségéért alapítvány javára ajánlotta fel a nyereményét, nem kevesebb, mint 200 ezer dollárt. Augusztusban Tunney részt vett a World Series of Poker nevezetű póker játszmában is, ahol a nevezési díját egy online cég fedezte számára.
2008–2015 között A mentalista című sorozatban láthatták a nézők Simon Baker oldalán.
2018-ban Nicolas Cage oldalán a Ne nézz a tükörbe! című thriller filmben szerepelt.
2019-ben Az igazság játszmája című jogi drámasorozatban szerepelt.

## Magánélete
1997-ben Tunney összeházasodott a producer-rendező Bob Gosse-szal. 2002-től külön éltek, majd 2006-ban elvált. Ezután 2009 és 2010 között eljegyezte Andrew Dominik ausztrál írót és rendezőt. Később 2012. december 25-én jegyezte el Nicky Marmetet Rió de Janeiro-i nyaralás közben. A párnak két gyermeke született: Oscar Holly Marmet (2016), Colette Kathleen (2020).

## Filmográfia

### Film
| Év   | Magyar cím                     | Eredeti cím                  | Szerep           | Magyar hang        |
| ---- | ------------------------------ | ---------------------------- | ---------------- | ------------------ |
| 1992 | Kőbunkó                        | Encino Man                   | Ella             | Matolcsi Marianna  |
| 1995 | A zenebirodalom visszavág      | Empire Records               | Debra            | Kisfalvi Krisztina |
| 1996 | Bűvölet                        | The Craft                    | Sarah Bailey     | Csondor Kata       |
| 1997 | Julian Po                      | Julian Po                    | Sarah            | Árkosi Kati        |
| 1997 | Niagara, Niagara               | Niagara, Niagara             | Marcy            |                    |
| 1998 | Amerikai bérgyilkosnő          | Montana                      | Kitty            | Németh Borbála     |
| 1999 | Ítéletnap                      | End of Days                  | Christine York   | Gubás Gabi         |
| 2000 | Jég és föld között             | Vertical Limit               | Annie Garrett    | Für Anikó          |
| 2000 | Szupernóva                     | Supernova                    | Danika Lund      |                    |
| 2001 | Szexuális mélyfúrások          | Investigating Sex            | Zoe              | Zakariás Éva       |
| 2002 |                                | The Secret Lives of Dentists | Laura            |                    |
| 2002 | Szeress örökké                 | Cherish                      | Zoe              | Ruttkay Laura      |
| 2003 |                                | Abby Singer                  | önmaga (cameo)   |                    |
| 2003 | Apósok akcióban                | The In-Laws                  | Angela Harris    | Hámori Eszter      |
| 2004 | Paparazzi                      | Paparazzi                    | Abby Laramie     | Ruttkay Laura      |
| 2004 |                                | Shadow of Fear               | Wynn French      |                    |
| 2005 | Kegyetlen jel                  | The Zodiac                   | Laura Parish     | Haumann Petra      |
| 2005 |                                | Runaway                      | Carly            |                    |
| 2006 | Hollywoodland                  | Hollywoodland                | Leonore Lemmon   | Solecki Janka      |
| 2006 | Darwin-díj – Halni tudni kell! | The Darwin Awards            | Zoe              | Pap Kati           |
| 2006 |                                | Open Window                  | Izzy             |                    |
| 2008 | Augusztus                      | August                       | Melanie Hanson   |                    |
| 2008 | Megváltás                      | The Burning Plain            | Laura            | Haumann Petra      |
| 2008 | Megváltás                      | The Burning Plain            | Laura            | Bogdányi Titanilla |
| 2009 |                                | Passenger Side               | Theresa          |                    |
| 2012 | Hova tovább                    | See Girl Run                 | Emmie            |                    |
| 2015 |                                | My All American              | Gloria Steinmark |                    |
| 2018 | Ne nézz a tükörbe!             | Looking Glass                | Maggie           | Ruttkay Laura      |
| 2018 |                                | Monster Party                | Roxanne Dawson   |                    |
| 2020 | A lovas lány                   | Horse Girl                   | Agatha Kaine     |                    |

### Televízió
| Év        | Magyar cím                         | Eredeti cím                                | Szerep                    | Megjegyzések                                               |
| --------- | ---------------------------------- | ------------------------------------------ | ------------------------- | ---------------------------------------------------------- |
| 1992      | Perry Mason – Óvatlan Rómeó        | Perry Mason: The Case of Reckless Romeo    | Sandra Turner             | tévéfilm                                                   |
| 1993      | JFK: Az ifjúság évei               | JFK: Reckless Youth                        | Kathleen 'Kick' Kennedy   | tévéfilm                                                   |
| 1993      |                                    | Cutters                                    | Deborah                   | 5 epizód                                                   |
| 1994      | Esküdt ellenségek                  | Law & Order                                | Jill Templeton            | 1 epizód                                                   |
| 1996      | Vadnyugati történet                | Riders of the Purple Sage                  | Elizabeth 'Bess' Erne     | - tévéfilm - magyar hangja: - Sipos Eszter Anna            |
| 1998      |                                    | Rescuers: Stories of Courage: Two Families | Melvina 'Malka' Csizmadia | tévéfilm                                                   |
| 1998      | Meztelen város – A golyó története | Naked City: Justice with a Bullet          | Merri Coffman             | - tévéfilm - magyar hangja: - Németh Borbála               |
| 2003      |                                    | The Twilight Zone                          | Edie Durant               | 1 epizód                                                   |
| 2004      | Doktor House                       | House                                      | Rebecca Adler             | próbaepizód (Mindenki hazudik)                             |
| 2005–2006 | A szökés                           | Prison Break                               | Veronica Donovan          | 23 epizód                                                  |
| 2007      | Robotcsirke                        | Robot Chicken                              | több szereplő hangja      | 1 epizód                                                   |
| 2008      |                                    | The Two Mr. Kissels                        | Nancy Keeshin             | tévéfilm                                                   |
| 2008–2015 | A mentalista                       | The Mentalist                              | Teresa Lisbon             | - főszereplő (151 epizód) - magyar hangja: - Ruttkay Laura |
| 2016      |                                    | Love                                       | nő                        | 1 epizód                                                   |
| 2018      | A telhetetlen                      | Insatiable                                 | Brandylynn Huggens        | 1 epizód                                                   |
| 2019      | Az igazság játszmája               | The Fix                                    | Maya Travis               | - főszereplő (10 epizód) - magyar hangja: - Ruttkay Laura  |
| 2023      | Kedves Edward                      | Dear Edward                                | Jane Adler                | 4 epizód                                                   |

## Díjak, jelölések
MTV Movie & TV Awards
- 1997 – díj: legjobb küzdelmi jelenetért – Bűvölet

Velencei Nemzetközi Filmfesztivál
- 1997 – díj: legjobb színésznő – Niagara, Niagara

Gotham Awards
- 1998 – jelölés: legjobb teljesítmény – Niagara, Niagara

Independent Spirit Awards
- 1999 – jelölés: legjobb női főszereplő – Niagara, Niagara

Blockbuster Entertainment Awards
- 2001 – jelölés: kedvenc színésznő  – Jég és föld között

Bostoni Filmfesztivál
- 2006 – díj: fesztivál díj – Open Window

People’s Choice Awards
- 2009 – díj: az év új drámaműsora – A mentalista
- 2015 – jelölés: az év nyomozós sorozata – A mentalista
- 2015 – jelölés: az év női krimi-sztárja – A mentalista[11]